# كلاركسفيل (تكساس)
كلاركسفيل (بالإنجليزية: Clarksville, Texas)‏ هي مدينة تقع بولاية تكساس في شمال شرق الولايات المتحدة. تبلغ مساحة هذه المدينة 7.7 (كم²)، وترتفع عن سطح البحر 125 م، بلغ عدد سكانها 3883 نسمة في عام 2000 حسب إحصاء مكتب تعداد الولايات المتحدة وتصل الكثافة السكانية فيها 501.6 نسمة/كم2.

## التركيبة السكانية
حدّد مكتب تعداد الولايات المتحدة بيانات التركيبة السكانية لكلاركسفيل في تعداد الولايات المتحدة. في ما يلي، التركيبة السكانية حسب تعدادي 2000 و2010.

### تعداد عام 2000
بلغ عدد سكان كلاركسفيل 3,883 نسمة بحسب تعداد عام 2000، وبلغ عدد الأسر 1,530 أسرة وعدد العائلات 1,006 عائلة مقيمة في المدينة. في حين سجلت الكثافة السكانية 489.7 نسمة لكل كيلومتر مربع (1,268.3/ميل2). وبلغ عدد الوحدات السكنية 1,787 وحدة بمتوسط كثافة قدره 225.3 لكل كيلومتر مربع (583.5/ميل2).
وتوزع التركيب العرقي للمدينة بنسبة 53.39% من البيض و42.18% من الأمريكيين الأفارقة و0.21% من الأمريكيين الأصليين و0.26% من الأمريكيين ذوي الأصول الآسيوية و3.01% من الأعراق الأخرى و0.95% من عرقين مختلطين أو أكثر و7.29% من الهسبانيون أو اللاتينيون من أي عرق.
بلغ عدد الأسر 1,530 أسرة كانت نسبة 36.7% منها لديها أطفال تحت سن الثامنة عشر تعيش معهم، وبلغت نسبة الأزواج القاطنين مع بعضهم البعض 42.3% من أصل المجموع الكلي للأسر، ونسبة 19.1% من الأسر كان لديها معيلات من الإناث دون وجود شريك،  بينما كانت نسبة 4.4% من الأسر لديها معيلون من الذكور دون وجود شريكة وكانت نسبة 34.2% من غير العائلات. تألفت نسبة 31.5% من أصل جميع الأسر من عدة أفراد يعيشون في نفس المنزل ونسبة 16.8% كانت تتألف من شخص يعيش بمفرده يبلغ من العمر 65 عاماً أو أكثر. وبلغ متوسط حجم الأسرة المعيشية 2.44، أما متوسط حجم العائلات فبلغ 3.04.
بلغ العمر الوسطي للسكان 37.4 عاماً. وكانت نسبة 26.8% من القاطنين تحت سن الثامنة عشر، وكانت نسبة 8.3% بين الثامنة عشر والرابعة والعشرين عاماً، ونسبة 24.9% كانت واقعةً في الفئة العمرية ما بين الخامسة والعشرين والرابعة والأربعين عاماً، ونسبة 18.6% كانت ما بين الخامسة والأربعين والرابعة والستين، ونسبة 17.7% كانت ضمن فئة الخامسة والستين عاماً فما فوق. يوجد لكل 100 أنثى 87.0 ذكر، ويوجد لكل 100 أنثى في الثامنة عشر من عمرها فما فوق 80.4 ذكر.
بلغ متوسط دخل الأسرة في المدينة 23,655 دولارًا، أما متوسط دخل العائلة فبلغ 31,729 دولارًا. وكان متوسط دخل الذكور 21,635 دولارًا مقابل 16,189 دولارًا للإناث. وسجل دخل الفرد الخاص بالمدينة 13,487 دولارًا. وكانت نسبة 17.6% من العائلات ونسبة 23.7% من السكان تحت خط الفقر، وكان من هؤلاء نسبة 39.5% تحت سن الثامنة عشر ونسبة 15.1% في الخامسة والستين من العمر وما فوق.

### تعداد عام 2010
بلغ عدد سكان كلاركسفيل 3,285 نسمة بحسب تعداد عام 2010، وبلغ عدد الأسر 1,361 أسرة وعدد العائلات 838 عائلة مقيمة في المدينة. في حين سجلت الكثافة السكانية 414.2 نسمة لكل كيلومتر مربع (1,072.8/ميل2). وبلغ عدد الوحدات السكنية 1,682 وحدة بمتوسط كثافة قدره 212.1 لكل كيلومتر مربع (549.3/ميل2).
وتوزع التركيب العرقي للمدينة بنسبة 43.56% من البيض و48.07% من الأمريكيين الأفارقة و0.67% من الأمريكيين الأصليين و0.40% من الأمريكيين ذوي الأصول الآسيوية و5.33% من الأعراق الأخرى و1.98% من عرقين مختلطين أو أكثر و9.62% من الهسبانيون أو اللاتينيون من أي عرق.
بلغ عدد الأسر 1,361 أسرة كانت نسبة 30.5% منها لديها أطفال تحت سن الثامنة عشر تعيش معهم، وبلغت نسبة الأزواج القاطنين مع بعضهم البعض 34.5% من أصل المجموع الكلي للأسر، ونسبة 22% من الأسر كان لديها معيلات من الإناث دون وجود شريك،  بينما كانت نسبة 5.1% من الأسر لديها معيلون من الذكور دون وجود شريكة وكانت نسبة 38.4% من غير العائلات. تألفت نسبة 33.9% من أصل جميع الأسر من عدة أفراد يعيشون في نفس المنزل ونسبة 14.9% كانت تتألف من شخص يعيش بمفرده يبلغ من العمر 65 عاماً أو أكثر. وبلغ متوسط حجم الأسرة المعيشية 2.33، أما متوسط حجم العائلات فبلغ 2.97.
بلغ العمر الوسطي للسكان 41.7 عاماً. وكانت نسبة 23.6% من القاطنين تحت سن الثامنة عشر، وكانت نسبة 8.8% بين الثامنة عشر والرابعة والعشرين عاماً، ونسبة 22.2% كانت واقعةً في الفئة العمرية ما بين الخامسة والعشرين والرابعة والأربعين عاماً، ونسبة 27.7% كانت ما بين الخامسة والأربعين والرابعة والستين، ونسبة 17.8% كانت ضمن فئة الخامسة والستين عاماً فما فوق. وتوزع التركيب الجنسي للسكان بنسبة 46.6% ذكور و53.4% إناث.

## أعلام
- جون وليامز
- ستايسي ديلارد
- وليم همفري

## وصلات خارجية
- The US50 - Cities and Towns in Texas State